# دار الوادي (بعدان)

تعديل مصدري - تعديل

دار الوادي محلة تابعة لقرية رقب، التابعة لعزلة الحرث بمديرية بعدان إحدى مديريات محافظة إب في الجمهورية اليمنية، بلغ تعداد سكانها 34 حسب تعداد اليمن لعام 2004.